# Podesta

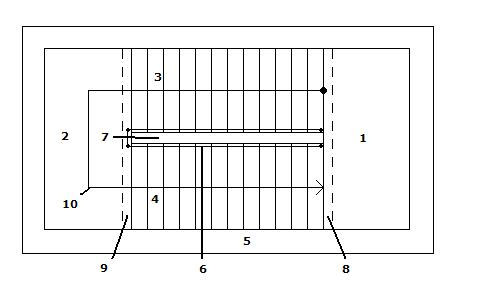
Schéma dvouramenného schodiště: podesta má číslo 1, mezipodesta číslo 2, nástupní rameno je označeno číslem 3

Podesta je vodorovná plošina, která na schodišti ukončuje schodišťové rameno. Hlavní neboli podlažní (patrová) podesta se nachází v úrovni patra a umožňuje přístup ke schodišti.
Mezipodesta je umístěna mezi jednotlivými patry (podlažími), někdy se označuje i jako odpočívadlo, v bytových domech zde mohou být umístěny např. květiny. Obvykle je to vodorovná plocha o šířce podobné jako schodišťové rameno a délce o něco větší než součet šířky nástupního a výstupního ramene.